# 18e étape du Tour d'Italie 2004
Pour un article plus général, voir Tour d'Italie 2004.
La 18e étape du Tour d'Italie 2004 a eu lieu le 27 mai 2004 entre la ville de Cles et celle de Bormio sur une distance de 118 km. Elle a été remportée par l'Italien Damiano Cunego (Saeco). Il devance son compatriote Dario Cioni (Fassa Bortolo) et l'Ukrainien Serhiy Honchar (De Nardi-Piemme Telekom) qui terminent ensemble cinq secondes plus tard. Cunego conserve son maillot rose de leader à l'issue de l'étape du jour.

## Classement de l'étape
| \| Classement de l'étape \| Classement de l'étape \| Classement de l'étape \| Classement de l'étape \| Classement de l'étape \| \| Coureur \| Coureur \| Pays \| Équipe \| Temps \| \| --------------------- \| -------------------------- \| --------------------- \| ------------------------ \| --------------------- \| \| 1er \| Damiano Cunego \| Italie \| Saeco \| 3 h 56 min 31 s \| \| 2e \| Dario Cioni \| Italie \| Fassa Bortolo \| + 5 s \| \| 3e \| Serhiy Honchar \| Ukraine \| De Nardi-Piemme Telekom \| + 5 s \| \| 4e \| Gilberto Simoni \| Italie \| Saeco \| + 9 s \| \| 5e \| Julio Alberto Pérez Cuapio \| Mexique \| Ceramica Panaria-Margres \| + 17 s \| \| 6e \| Eddy Mazzoleni \| Italie \| Saeco \| + 35 s \| \| 7e \| Juan Manuel Gárate \| Espagne \| Lampre \| + 35 s \| \| 8e \| Yaroslav Popovych \| Ukraine \| Landbouwkrediet-Colnago \| + 41 s \| \| 9e \| Wladimir Belli \| Italie \| Lampre \| + 41 s \| \| 10e \| Andrea Noè \| Italie \| Alessio-Bianchi \| + 43 s \| |                            |         |                          |                 |
| |                            |         |                          |                 |
| |                            |         |                          |                 |
| Classement de l'étape |                            |         |                          |                 |
| Coureur | Coureur                    | Pays    | Équipe                   | Temps           |
| 1er | Damiano Cunego             | Italie  | Saeco                    | 3 h 56 min 31 s |
| 2e | Dario Cioni                | Italie  | Fassa Bortolo            | + 5 s           |
| 3e | Serhiy Honchar             | Ukraine | De Nardi-Piemme Telekom  | + 5 s           |
| 4e | Gilberto Simoni            | Italie  | Saeco                    | + 9 s           |
| 5e | Julio Alberto Pérez Cuapio | Mexique | Ceramica Panaria-Margres | + 17 s          |
| 6e | Eddy Mazzoleni             | Italie  | Saeco                    | + 35 s          |
| 7e | Juan Manuel Gárate         | Espagne | Lampre                   | + 35 s          |
| 8e | Yaroslav Popovych          | Ukraine | Landbouwkrediet-Colnago  | + 41 s          |
| 9e | Wladimir Belli             | Italie  | Lampre                   | + 41 s          |
| 10e | Andrea Noè                 | Italie  | Alessio-Bianchi          | + 43 s          |

## Classement général
Avec sa quatrième victoire d'étape sur cette épreuve, l'Italien Damiano Cunego (Saeco) conserve le maillot rose de leader du classement général et augmente son avance. Il devance l'Ukrainiens Serhiy Honchar (De Nardi-Piemme Telekom) et son coéquipier Gilberto Simoni qui monte sur le podium provisoire au détriment de Yaroslav Popovych (Landbouwkrediet-Colnago), nouveau quatrième. Avec sa deuxième place à l'étape, Dario Cioni (Fassa Bortolo) gagne trois places et se retrouve cinquième.
| \| Classement général \| Classement général \| Classement général \| Classement général \| Classement général \| \| Coureur \| Coureur \| Pays \| Équipe \| Temps \| \| ------------------ \| ------------------ \| ------------------ \| ---------------------------------- \| ------------------ \| \| 1er \| Damiano Cunego \| Italie \| Saeco \| 80 h 40 min 26 s \| \| 2e \| Serhiy Honchar \| Ukraine \| De Nardi-Piemme Telekom \| + 1 min 31 s \| \| 3e \| Gilberto Simoni \| Italie \| Saeco \| + 3 min 07 s \| \| 4e \| Yaroslav Popovych \| Ukraine \| Landbouwkrediet-Colnago \| + 3 min 23 s \| \| 5e \| Dario Cioni \| Italie \| Fassa Bortolo \| + 4 min 44 s \| \| 6e \| Wladimir Belli \| Italie \| Lampre \| + 5 min 21 s \| \| 7e \| Bradley McGee \| Australie \| Fdjeux.com \| + 5 min 24 s \| \| 8e \| Stefano Garzelli \| Italie \| Vini Caldirola-Nobili Rubinetterie \| + 6 min 45 s \| \| 9e \| Juan Manuel Gárate \| Espagne \| Lampre \| + 6 min 56 s \| \| 10e \| Andrea Noè \| Italie \| Alessio-Bianchi \| + 6 min 58 s \| |                    |           |                                    |                  |
| |                    |           |                                    |                  |
| |                    |           |                                    |                  |
| Classement général |                    |           |                                    |                  |
| Coureur | Coureur            | Pays      | Équipe                             | Temps            |
| 1er | Damiano Cunego     | Italie    | Saeco                              | 80 h 40 min 26 s |
| 2e | Serhiy Honchar     | Ukraine   | De Nardi-Piemme Telekom            | + 1 min 31 s     |
| 3e | Gilberto Simoni    | Italie    | Saeco                              | + 3 min 07 s     |
| 4e | Yaroslav Popovych  | Ukraine   | Landbouwkrediet-Colnago            | + 3 min 23 s     |
| 5e | Dario Cioni        | Italie    | Fassa Bortolo                      | + 4 min 44 s     |
| 6e | Wladimir Belli     | Italie    | Lampre                             | + 5 min 21 s     |
| 7e | Bradley McGee      | Australie | Fdjeux.com                         | + 5 min 24 s     |
| 8e | Stefano Garzelli   | Italie    | Vini Caldirola-Nobili Rubinetterie | + 6 min 45 s     |
| 9e | Juan Manuel Gárate | Espagne   | Lampre                             | + 6 min 56 s     |
| 10e | Andrea Noè         | Italie    | Alessio-Bianchi                    | + 6 min 58 s     |

## Classements annexes
| Classement par points | Classement par points | Classement par points | Classement par points          | Classement par points |
| Coureur               | Coureur               | Pays                  | Équipe                         | Points                |
| --------------------- | --------------------- | --------------------- | ------------------------------ | --------------------- |
| 1er                   | Alessandro Petacchi   | Italie                | Fassa Bortolo                  | 225 pts               |
| 2e                    | Damiano Cunego        | Italie                | Saeco                          | 141 pts               |
| 3e                    | Olaf Pollack          | Allemagne             | Gerolsteiner                   | 134 pts               |
| 4e                    | Aliaksandr Usau       | Biélorussie           | Phonak Hearing Systems         | 101 pts               |
| 5e                    | Fred Rodriguez        | États-Unis            | Acqua & Sapone - Caffè Mokambo | 96 pts                |

| Classement par points | Classement par points | Classement par points | Classement par points          | Classement par points |
| Coureur               | Coureur               | Pays                  | Équipe                         | Points                |
| --------------------- | --------------------- | --------------------- | ------------------------------ | --------------------- |
| 1er                   | Alessandro Petacchi   | Italie                | Fassa Bortolo                  | 225 pts               |
| 2e                    | Damiano Cunego        | Italie                | Saeco                          | 141 pts               |
| 3e                    | Olaf Pollack          | Allemagne             | Gerolsteiner                   | 134 pts               |
| 4e                    | Aliaksandr Usau       | Biélorussie           | Phonak Hearing Systems         | 101 pts               |
| 5e                    | Fred Rodriguez        | États-Unis            | Acqua & Sapone - Caffè Mokambo | 96 pts                |

| Classement de la montagne | Classement de la montagne | Classement de la montagne | Classement de la montagne | Classement de la montagne |
| Coureur                   | Coureur                   | Pays                      | Équipe                    | Points                    |
| ------------------------- | ------------------------- | ------------------------- | ------------------------- | ------------------------- |
| 1er                       | Damiano Cunego            | Italie                    | Saeco                     | 53 pts                    |
| 2e                        | Fabian Wegmann            | Allemagne                 | Gerolsteiner              | 50 pts                    |
| 3e                        | Alexandre Moos            | Suisse                    | Phonak Hearing Systems    | 27 pts                    |
| 4e                        | Vladimir Miholjević       | Croatie                   | Alessio-Bianchi           | 20 pts                    |
| 5e                        | Gilberto Simoni           | Italie                    | Saeco                     | 20 pts                    |

| Classement de la montagne | Classement de la montagne | Classement de la montagne | Classement de la montagne | Classement de la montagne |
| Coureur                   | Coureur                   | Pays                      | Équipe                    | Points                    |
| ------------------------- | ------------------------- | ------------------------- | ------------------------- | ------------------------- |
| 1er                       | Damiano Cunego            | Italie                    | Saeco                     | 53 pts                    |
| 2e                        | Fabian Wegmann            | Allemagne                 | Gerolsteiner              | 50 pts                    |
| 3e                        | Alexandre Moos            | Suisse                    | Phonak Hearing Systems    | 27 pts                    |
| 4e                        | Vladimir Miholjević       | Croatie                   | Alessio-Bianchi           | 20 pts                    |
| 5e                        | Gilberto Simoni           | Italie                    | Saeco                     | 20 pts                    |

| Classement Intergiro | Classement Intergiro | Classement Intergiro | Classement Intergiro         | Classement Intergiro |
|                      | Coureur              | Pays                 | Équipe                       | Temps                |
| -------------------- | -------------------- | -------------------- | ---------------------------- | -------------------- |
| 1er                  | Crescenzo D'Amore    | Italie               | Acqua & Sapone-Caffè Mokambo | en 46 h 23 min 4 s   |
| 2e                   | Marlon Pérez         | Colombie             | Colombia-Selle Italia        | + 9 s                |
| 3e                   | Raffaele Illiano     | Italie               | Colombia-Selle Italia        | + 21 s               |
| 4e                   | Robert Förster       | Allemagne            | Gerolsteiner                 | + 26 s               |
| 5e                   | Aart Vierhouten      | Pays-Bas             | Lotto-Domo                   | + 26 s               |
| modifier             |                      |                      |                              |                      |

| Classement par équipes | Classement par équipes             | Classement par équipes | Classement par équipes |
| Équipe                 | Équipe                             | Pays                   | Temps                  |
| ---------------------- | ---------------------------------- | ---------------------- | ---------------------- |
| 1re                    | Saeco                              | Italie                 | 241 h 51 min 33 s      |
| 2e                     | Alessio-Bianchi                    | Italie                 | + 10 min 18 s          |
| 3e                     | Lampre                             | Italie                 | + 16 min 30 s          |
| 4e                     | Vini Caldirola-Nobili Rubinetterie | Italie                 | + 17 min 43 s          |
| 5e                     | Ceramica Panaria-Margres           | Italie                 | + 25 min 40 s          |

| Classement par équipes | Classement par équipes             | Classement par équipes | Classement par équipes |
| Équipe                 | Équipe                             | Pays                   | Temps                  |
| ---------------------- | ---------------------------------- | ---------------------- | ---------------------- |
| 1re                    | Saeco                              | Italie                 | 241 h 51 min 33 s      |
| 2e                     | Alessio-Bianchi                    | Italie                 | + 10 min 18 s          |
| 3e                     | Lampre                             | Italie                 | + 16 min 30 s          |
| 4e                     | Vini Caldirola-Nobili Rubinetterie | Italie                 | + 17 min 43 s          |
| 5e                     | Ceramica Panaria-Margres           | Italie                 | + 25 min 40 s          |